# SN 2003ci
SN 2003ci – supernowa typu II odkryta 21 marca 2003 roku w galaktyce UGC 6212. W momencie odkrycia miała maksymalną jasność 17,50m.